# Robert Hinz
Robert Albert Hermann Hinz (* 7. April 1929 in Wörmlitz; † 28. Dezember 2021) war ein deutscher Forstmann. Nach jahrzehntelanger forstlicher Tätigkeit im Dienst der Evangelischen Kirche in der DDR war er von 1991 bis 1994 Leiter der Landesforstverwaltung Brandenburg, die er wesentlich mit aufbaute. Hinz gehört zu den Forstleuten, die in der nur eingeschränkte Religionsfreiheit gewährenden DDR persönliche Nachteile aus Gewissensgründen in Kauf nahmen.

## Leben und Wirken

### Mehr als drei Jahrzehnte im Kirchendienst
Robert Hinz, Sohn eines Forstmannes aus Wörmlitz bei Möckern, absolvierte in den Nachkriegsjahren zunächst die vorgeschriebene praktische Ausbildung, die aus einer Forstlehre in Sachsen-Anhalt und dem Besuch der Forstfachschule in Ballenstedt bestand. 1950 nahm er das Studium der Forstwirtschaft an der Humboldt-Universität in Berlin und Eberswalde auf. Dort wurde die Verbindung zur Jungen Gemeinde und zu einem Eberswalder Pfarrhaus richtungsweisend für sein weiteres Leben.
So schlug er nach dem Forststudium keine Karriere innerhalb der DDR-Staatsforstverwaltung ein, sondern war mehr als 30 Jahre lang in der Forstverwaltung der Evangelischen Kirche in der DDR tätig. Von 1958 bis 1990 leitete er als Domstiftsforstmeister das brandenburgische Domstiftsforstamt Seelensdorf auf der Nauener Platte. Für den Aufbau einer eigenständigen Kirchenforstverwaltung abseits der Staatsforstverwaltung hatte Bischof Albrecht Schönherr gewisse Freiräume erreicht, die Hinz und sein Vorgesetzter, Hans-Joachim Bormeister, zu nutzen verstanden.
Dazu gehörte ein waldbauliches Handeln im klassischen Pfeilschen Sinne des „Eisernen Gesetzes des Örtlichen“. Hinz bewies dabei Meisterhand und räumte auch der Kiefern-Naturverjüngung wieder einen gebührenden Platz ein. Auch wirtschaftlich war das Domstiftsforstamt sehr erfolgreich. Selbst nach der schwierigen Situation nach dem Orkan des Jahres 1972 konnte er durch den Bau eines Sägewerks noch ein positives Betriebsergebnis erzielen. Bedeutsam war auch sein aus christlicher Nächstenliebe gespeistes soziales Engagement. Dadurch erhielten Vertriebene vollständig eingerichtete Häuser, die mit Spenden über Kanzelabkündigungen ausgelöst wurden. Als Leiter des Domstiftsforsts Seelensdorf ermöglichte Hinz zudem Behinderten eine langjährige Arbeitstherapie in der Waldarbeit. Diese gab nicht nur den Betroffenen und ihren Betreuern neuen Lebensmut und neue Hoffnung, sondern zeitige auch erhebliche Pflegeeffekte für den Wald.

### Aufbau der Landesforstverwaltung Brandenburgs
Nach der Wende erreichte den politisch Unbelasteten der Ruf, aktiv am Aufbau der Landesforstverwaltung Brandenburgs mitzuwirken. Hinz nahm an und wurde 1991 zum Landesforstchef im Range eines Landesforstmeisters und später Oberlandforstmeisters ernannt. Während der folgenden Aufbaujahre beteiligt er sich an der Erarbeitung des brandenburgischen Landeswald- und des Landesjagdgesetzes sowie des Landeswaldprogramms. Dieses sah im Kern einen Waldumbau vor, wofür Hinz seine waldbaulichen Erfahrungen einbrachte. Es war das größte Umwandlungsprogramm seit Bestehen einer geregelten Forstwirtschaft in einem Land mit über einer Million Hektar Wald. Dazu kam der personelle Neuanfang. Auch im Zuge einer konsequenten Personalpolitik galt es, den oft schwierigen menschlich-persönlichen Aspekten Rechnung zu tragen. Großen Anteil hatte er auch am so genannten „Brandenburger Modell“, das dem Bundesland eine flexible, gleichzeitig aber auch sozial abgesicherte Forststruktur geben sollte. Weitere Problemfelder waren die Bewältigung der Folgen einer Jahrhundertdürre und von Waldbränden, ein geringer Holzabsatz, überhöhte Wildbestände und drohende Konflikte zwischen Naturschutz und Forstwirtschaft in den Biosphärenreservaten Brandenburgs. Anfang April 1994 trat Hinz in den Ruhestand.
Auch nach seiner Pensionierung blieb er noch beratend tätig, unter anderem für eine Landeseinrichtung bei der Privatisierung ehemaliger Truppenübungsplätze.  Für das Buch Der Brandenburger Dom und die Dörfer (2004) steuerte er einen Beitrag über die Entwicklung des Domstiftswaldes bei.

### Ehrungen
Für seine beispielhafte Waldbewirtschaftung sowie seine Leistungen beim kurzfristigen Aufbau der Landesforstverwaltung Brandenburgs zeichnete die Alfred Toepfer Stiftung F.V.S. Robert Hinz am 7. Mai 1993 im „Haus der Lieben Hand“ der Albert-Ludwigs-Universität Freiburg mit dem mit 30.000 DM dotierten Wilhelm-Leopold-Pfeil-Preis aus. Hinz war damit der erste Pfeilpreisträger aus dem Land Brandenburg, wo Wilhelm Pfeil in der Mitte des 19. Jahrhunderts die forstwissenschaftliche „Eberswalder Schule“ begründet hatte. Eine weitere Würdigung erfuhr sein soziales und forstliches Engagement am 22. Dezember 1994 mit der Verleihung des Bundesverdienstkreuzes am Bande, das ihm Ministerpräsident Manfred Stolpe während einer Feierstunde überreichte.  Zuvor hatte die Landesforstverwaltung anlässlich seines Eintritts in den Ruhestand am 21. April 1994 ein Ehrenkolloquium für ihren ehemaligen Chef veranstaltet.
Zu seinem 70. Geburtstag wurde für den ehemaligen Domstiftsforstmeister eine Feier mit einer Orgelvesper im Brandenburger Dom gegeben. Anlässlich der Feier von Hinz’ 75. Geburtstag mit Vorträgen hielt Altbischof Schönherr eine Andacht im Brandenburger Dom.
Im April 2024 würdigte das Domstift Brandenburg sein Schaffen mit der Legung eines Gedenksteins im Seelensdorfer Forst.

## Zitate
„Die besten Forstmänner gehören in den Wald!“

„Die Betriebe müssen überschaubar sein und sollten eine wirtschaftlich tragbare Größe haben.“

„Die Hektik unserer Zeit sollte vom Wald ferngehalten werden.“

„Nicht kurzfristigen Moden folgen, Stetigkeit bewahren.“